# Prakšice
Prakšice es un municipio situado en el distrito de Uherské Hradiště, en la región de Zlín, República Checa. Tiene una población estimada, a inicios de 2024, de 1011 habitantes.